# Callionymus sanctaehelenae
Callionymus sanctaehelenae es una especie de peces de la familia Callionymidae en el orden de los Perciformes.

## Distribución geográfica
Se encuentra en la isla de Santa Helena.